# Напрямні косинуси
В аналітичній геометрії, напрямні косинуси (або косинуси напрямку) вектора це косинуси кутів між вектором і трьома осями координат.

## Тривимірні Декартові координати

Вектор v в просторі ℝ^{3}.

Напрямні косинуси і кути напрямків одиничного вектора v/v.

Якщо v є Евклідовим вектором в тривимірному Евклідовому просторі, ℝ3,
{\displaystyle {\mathbf {v} }=v_{\text{x}}\mathbf {e} _{\text{x}}+v_{\text{y}}\mathbf {e} _{\text{y}}+v_{\text{z}}\mathbf {e} _{\text{z}}}
де ex, ey, ez стандартний базис у декартовій системі координат, тоді напрямні косинуси це:
{\displaystyle {\begin{aligned}\alpha &=\cos a={\frac {{\mathbf {v} }\cdot \mathbf {e} _{\text{x}}}{\left|{\mathbf {v} }\right|}}&={\frac {v_{\text{x}}}{\sqrt {v_{\text{x}}^{2}+v_{\text{y}}^{2}+v_{\text{z}}^{2}}}},\\\beta &=\cos b={\frac {{\mathbf {v} }\cdot \mathbf {e} _{\text{y}}}{\left|{\mathbf {v} }\right|}}&={\frac {v_{\text{y}}}{\sqrt {v_{\text{x}}^{2}+v_{\text{y}}^{2}+v_{\text{z}}^{2}}}},\\\gamma &=\cos c={\frac {{\mathbf {v} }\cdot \mathbf {e} _{\text{z}}}{\left|{\mathbf {v} }\right|}}&={\frac {v_{\text{z}}}{\sqrt {v_{\text{x}}^{2}+v_{\text{y}}^{2}+v_{\text{z}}^{2}}}}.\end{aligned}}}
Якщо звести в квадрат кожне рівняння і додати отримаємо:
{\displaystyle \cos ^{2}a+\cos ^{2}b+\cos ^{2}c=1\,.}
Тут, α, β і γ напрямні косинуси Декартової системи координат одиничного вектора v/|v|, а a, b і c є кутами направлення вектора v.
Напрямні кути a, b і c можуть бути гострими або тупими кутами, тобто, 0 ≤ a ≤ π, 0 ≤ b ≤ π і 0 ≤ c ≤ π і вони задають кути утворені між v одиничними базисними векторами, ex, ey і ez.

## Загальне визначення
В більш загальному сенсі, напрямний косинус відноситься до косинуса кута між двома векторами. Вони застосовуються для побудови косинусних матриць повороту, які задають набір ортогональних базисних векторів для задання відомого вектора в іншому базисі.